# 18e cérémonie des Golden Globes
La 18e cérémonie des Golden Globes a eu lieu le 16 mars 1961, récompensant les films diffusés en 1960 et les professionnels s'étant distingués cette année-là.

## Palmarès
Les lauréats sont indiqués ci-dessous en premier de chaque catégorie et en caractères gras.

### Cinéma

#### Meilleur film dramatique
- Spartacus
  - Amants et Fils (Sons and Lovers)
  - Elmer Gantry le charlatan (Elmer Gantry)
  - Procès de singe (Inherit the Wind)
  - Sunrise at Campobello

#### Meilleur film de comédie
- La Garçonnière (The Apartment)
  - Ailleurs l'herbe est plus verte (The Grass Is Greener)
  - C'est arrivé à Naples (It Started in Naples)
  - Notre agent à La Havane (Our Man in Havana)
  - Voulez-vous pêcher avec moi ? (The Facts of Life)

#### Meilleur film musical
- Le Bal des adieux (Song Without End)
  - Can-Can
  - Le Milliardaire (Let's Make Love)
  - Un numéro du tonnerre (Bells Are Ringing)
  - Pepe

#### Meilleur réalisateur
- Jack Cardiff – Amants et Fils (Sons and Lovers)
  - Billy Wilder – La Garçonnière (The Apartment)
  - Richard Brooks – Elmer Gantry le charlatan (Elmer Gantry)
  - Stanley Kubrick – Spartacus
  - Fred Zinnemann – Horizons sans frontières (The Sundowners)

#### Meilleur acteur dans un film dramatique
- Burt Lancaster pour le rôle d'Elmer Gantry dans Elmer Gantry le charlatan (Elmer Gantry)
  - Trevor Howard pour le rôle de Walter Morel dans Amants et Fils (Sons and Lovers)
  - Laurence Olivier pour le rôle de Crassus dans Spartacus
  - Dean Stockwell pour le rôle de Paul Morel dans Amants et Fils (Sons and Lovers)
  - Spencer Tracy pour le rôle d'Henry Drummond dans Procès de singe (Inherit the Wind)

#### Meilleure actrice dans un film dramatique
- Greer Garson pour le rôle d'Eleanor Roosevelt dans Sunrise at Campobello
  - Doris Day pour le rôle de Kit Preston dans Piège à minuit (Midnight Lace)
  - Nancy Kwan pour le rôle de Suzie Wong dans Le Monde de Suzie Wong (The World of Suzie Wong)
  - Jean Simmons pour le rôle de la sœur Sharon Falconer dans Elmer Gantry le charlatan (Elmer Gantry)
  - Elizabeth Taylor pour le rôle de Gloria Wandrous dans La Vénus au vison (BUtterfield 8)

#### Meilleur acteur dans un film musical ou une comédie
- Jack Lemmon pour le rôle de Calvin Clifford « C.C. » Baxter dans La Garçonnière (The Apartment)
  - Dirk Bogarde pour le rôle de Franz Liszt dans Le Bal des adieux (Song Without End)
  - Cantinflas pour le rôle de Pepe dans Pepe
  - Cary Grant pour le rôle de Lord Victor Rhyall dans Ailleurs l'herbe est plus verte (The Grass Is Greener)
  - Bob Hope pour le rôle de Larry Gilbert dans Voulez-vous pêcher avec moi ? (The Facts of Life)

#### Meilleure actrice dans un film musical ou une comédie
La récompense avait déjà été décernée.
- Shirley MacLaine pour le rôle de Fran Kubelik dans La Garçonnière (The Apartment)
  - Lucille Ball pour le rôle de Kitty Weaver dans Voulez-vous pêcher avec moi ? (The Facts of Life)
  - Capucine pour le rôle de la Princesse Carolyne Wittgenstein dans Le Bal des adieux (Song Without End)
  - Judy Holliday pour le rôle d'Ella Peterson dans Un numéro du tonnerre (Bells Are Ringing)
  - Sophia Loren pour le rôle de Lucia Curcio dans C'est arrivé à Naples (It Started in Naples)

#### Meilleur acteur dans un second rôle
- Sal Mineo pour le rôle de Dov Landau dans Exodus
  - Lee Kinsolving pour le rôle de Sammy Golden dans The Dark at the Top of the Stairs
  - Ray Stricklyn pour le rôle de Jeb Lucas Tyler dans La Rançon de la peur (The Plunderers)
  - Woody Strode pour le rôle de Draba dans Spartacus
  - Peter Ustinov pour le rôle de Lentulus Batiatus dans Spartacus

#### Meilleure actrice dans un second rôle
- Janet Leigh pour le rôle de Marion Crane dans Psychose (Psycho)
  - Ina Balin pour le rôle de Natalie Benzinger dans Du haut de la terrasse (From The Terrace)
  - Shirley Jones pour le rôle de Lulu Bains dans Elmer Gantry le charlatan (Elmer Gantry)
  - Shirley Knight pour le rôle de Reenie Flood dans The Dark at the Top of the Stairs
  - Mary Ure pour le rôle de Clara Dawes dans Amants et Fils (Sons and Lovers)

#### Meilleure musique de film
- Alamo (The Alamo) – Dimitri Tiomkin
  - Exodus – Ernest Gold
  - Pepe – Johnny Green
  - Spartacus – Alex North
  - Le Monde de Suzie Wong (The World of Suzie Wong)  – George Duning

#### Golden Globe de la révélation masculine de l'année
La récompense avait déjà été décernée.
(ex æquo)
- Michael Callan pour le rôle de Griff Rimer dans Because They're Young
- Mark Damon pour le rôle de Philip Winthrop dans La Chute de la maison Usher (House of Usher)
- Brett Halsey pour le rôle du Dr Ned Thomas dans Desire in the Dust
  - Peter Falk pour le rôle d'Abe 'Kid Twist' Reles dans Crime, société anonyme (Murder, Inc)
  - David Janssen pour le rôle de Bill dans Saïpan (Hell To Eternity)
  - Robert Vaughn pour le rôle de Lee dans Les Sept Mercenaires (The Magnificent Seven)

#### Golden Globe de la révélation féminine de l'année
La récompense avait déjà été décernée.'
(ex æquo)
- Ina Balin pour le rôle de Natalie Benzinger dans Du haut de la terrasse (From the Terrace)
- Nancy Kwan pour le rôle de Suzie Wong dans Le Monde de Suzie Wong (The World of Suzie Wong)
- Hayley Mills pour le rôle de Pollyanna dans Pollyanna
  - Jill Haworth pour le rôle de Karen dans Exodus
  - Shirley Knight pour le rôle de Reenie Flood dans The Dark at the Top of the Stairs
  - Julie Newmar pour le rôle de Katrin Sveg dans The Marriage-Go-Round

### Télévision

#### Television Achievement
La récompense avait déjà été décernée.
(ex æquo)
- Walter Cronkite
- William Hanna

### Spéciales

#### Cecil B. DeMille Award
- Fred Astaire

#### Henrietta Award
Récompensant un acteur et une actrice.
La récompense avait déjà été décernée.
- Gina Lollobrigida
- Tony Curtis
- Rock Hudson

#### Special Achievement Award
La récompense avait déjà été décernée.
- Stanley Kramer
- Fred Zinnemann

#### Samuel Goldwyn International Award
Récompensant un film étranger.
La récompense avait déjà été décernée.
(ex æquo)
- La Vérité •  France /  Italie
- La Source (Jungfrukällan) •  Suède
- The Trials of Oscar Wilde •  Royaume-Uni
  - La Maison de l'ange •  Argentine
  - Hiroshima mon amour •  France /  Japon
  - Jamais le dimanche (Ποτέ την Κυριακή) •  Grèce
  - Le Monde d'Apu (অপুর সংসার) •  Inde
  - Kap •  Italie
  - Macario •  Italie
  - Le Silence de la colère (The Angry Silence) •  Royaume-Uni
  - Les Fanfares de la gloire (Tunes Of Glory) •  Royaume-Uni
  - La Ballade du soldat (Баллада o солдате) •  Union soviétique

#### Special Merit Award
- Horizons sans frontières (The Sundowners)

#### Golden Globe de la meilleure promotion pour l'entente internationale
La récompense avait déjà été décernée.
- Hand in Hand – Philip Leacock •  Royaume-Uni
  - Les Conspiratrices (Conspiracy Of Hearts) – Ralph Thomas •  Royaume-Uni